# Daniel Jarque
Daniel Jarque González, född 1 januari 1983 i Sant Boi de Llobregat, provinsen Barcelona, Katalonien, död 8 augusti 2009 i Coverciano, Florens, var en spansk fotbollsspelare.
Han spelade hela sin karriär för RCD Espanyol, och dog som 26-åring av en hjärtattack, en månad efter att ha blivit utsedd till lagkapten för klubben.

## Karriär

### Espanyol
Efter att ha spelat för Espanyols ungdomslag debuterade Jarque för A-laget den 20 oktober 2002 och mot Recreativo de Huelva. Han var med i truppen som vann Copa del Rey 2005/2006 efter 4–1 i finalen mot Zaragoza. Under UEFA-cupen 2006/2007 spelade Jarque 14 matcher för Espanyol och hjälpte laget ta sig till finalen där man förlorade mot Sevilla efter straffläggning.
Under 2008 gick Jarque ut med att han vill spela i Premier League. Tottenham Hotspur rapporterades vara ute efter katalanen som enligt sitt kontrakt med Espanyol hade kostat Tottenham nio miljoner pund att köpa ut.
I början av säsongen 2009/2010 i La Liga tog Jarque över lagkaptensrollen i Espanyol från Raúl Tamudo.

## Död
Den 8 augusti 2009 dog Daniel Jarque av en hjärtattack på ett fotbollsläger i Coverciano (Italien). Kroppen obducerades i Italien innan den fördes tillbaka till Spanien. Han dog under tiden som han pratade med sin gravida flickvän på telefon. Jarque hade precis läkarundersökts inför den nya säsongen och hade inte visat några tecken på hjärtproblem. Hans flickvän var gravid i 8:e månaden. 
FC Barcelona bar sorgeband under en match mot Chivas de Guadalajara för att hylla Jarques. Även Arsenal och Valencia bar sorgeband under en träningsmatch där de mötte varandra. De höll därutöver en tyst minut. När Andrés Iniesta, som var en av Dani Jarques närmsta vänner, avgjorde VM-finalen 2010 firade han genom att blotta en undertröja med texten "Dani Jarque siempre con nosotros", vilket betyder "Dani Jarque för alltid med oss".

## Meriter
RCD Espanyol.
- Copa del Rey: Vinnare 2005/2006
- Uefa Europa League: Andraplats 2006/2007

Spanien U19
- U19-EM: 2002

## Fotnoter
1. 1 2  ”Jarques död chockar Espanyol” (på svenska). SVT. 9 augusti 2009. https://www.svt.se/sport/artikel/jarques-dod-chockar-espanyol/?. Läst 9 augusti 2009.
2. ↑  ”Spain in mourning for Jarque”. UEFA.com. http://www.uefa.com/footballeurope/news/kind=2/newsid=870895.html. Läst 9 augusti 2009.
3. ↑  ”Jarque: El líder de la senzillesa (Jarque: leader of simplicity)” (på katalanska). El Punt. 9 augusti 2009. http://www.elpunt.cat/noticia/article/8-esports/49-espanyol/69794-jarque-el-lider-de-la-senzillesa.html. Läst 10 augusti 2009.
4. ↑  ”Finalen i Copa del Rey 2005/2006”. BetStudy. Arkiverad från originalet den 15 juni 2011. https://web.archive.org/web/20110615082611/http://www.betstudy.com/soccer-stats/competitions.php?league=1249&round=Final. Läst 13 december 2008.
5. ↑  ”Ramos hails the value of experience”. UEFA. 26 maj 2007. http://www.uefa.com/competitions/uefacup/history/season=2006/round=2370/match=300100/report=rw.html. Läst 13 december 2008.
6. ↑  ”Spurs chase £9m Espanyol defender”. Metro.co.uk. 9 januari 2008. http://www.metro.co.uk/sport/football/article.html?in_article_id=83002&in_page_id=43. Läst 13 december 2008.
7. ↑  ”Raúl Tamudo deixa la capitania de l'Espanyol en favor de Dani Jarque (Raúl Tamudo leaves Espanyol's captaincy for Dani Jarque)” (på katalanska). ElsEsports.cat. 18 juli 2009. http://www.elsesports.cat/noticia/396165/futbol/Raul-Tamudo-deixa-la-capitania-de-lEspanyol-en-favor-de-Dani-Jarque. Läst 10 augusti 2009.
8. ↑  Löfman, Christer (9 augusti 2009). ”Espanyolkaptenen avled i Florens”. Sportal. Arkiverad från originalet den 25 maj 2012. https://archive.is/20120525204507/http://www.sportal.se/sport/fotboll/laliga/espanyol/106091. Läst 10 augusti 2025.
9. ↑  ”Daniel Jarques dog mitt i telefonsamtalet”. Aftonbladet. 9 augusti 2009. http://www.aftonbladet.se/sportbladet/fotbollsbladet/internationell/spanien/article5620934.ab.
10. ↑  Larsson, Henric (9 augusti 2009). ”Barca hedrade Jarque” (på svenska). Eurosport. http://www.eurosport.se/fotboll/la-liga/2009-2010/barca-hedrade-jarques_sto2026332/story.shtml. Läst 9 augusti 2009.